# Cyrtandra stolleana
Cyrtandra stolleana är en tvåhjärtbladig växtart som beskrevs av Rudolf Schlechter. Cyrtandra stolleana ingår i släktet Cyrtandra och familjen Gesneriaceae. Inga underarter finns listade i Catalogue of Life.